# Национальная академическая библиотека Казахстана
«Национальная академическая библиотека Республики Казахстан» в городе Астана была создана постановлением Правительства РК от 23 апреля 2004 года за № 461. Главная цель - дальнейшее развитие информационной, образовательной и культурно-просветительной инфраструктуры столицы.
Официальное открытие Национальной Академической Библиотеки РК состоялось 10 июня 2004 года. 
10 сентября 2005 года библиотека приняла первых читателей.
Услугами библиотеки ежегодно пользуются более 25 тысяч читателей..

## Фонды

### Основной книжный фонд
Книжный фонд Национальной Академической Библиотеки РК насчитывает более 770 тысяч книг. Кроме книг, библиотека получает более 900-сот наименований отечественных, зарубежных периодических изданий на государственном и других языках. 
В состав фонда входят: книги, периодика, аудиокниги, электронные издания, карты, нотные издания, открытки, микрофиши, а также книги по Брайлю для слабовидящих граждан. Особую ценность фонда представляют более 30 частных книжных собраний отечественных деятелей науки, культуры и просвещения, выдающихся коллекционеров Казахстана.

### Электронный фонд
Электронный фонд начал создаваться в 2007 году. Объем фонда по состоянию на июль 2012 года составляет 7000 э-копии.

### Фонд официальных и нормативных изданий
Фонд официальных и нормативных изданий является специализированным собранием официальных документов, и публикаций международных организаций, органов государственной власти и управления РК, официальных нормативно-производственных документов, изданий Агентства по статистике РК.

### Фонд диссертаций и авторефератов
Фонд диссертаций и авторефератов включает в себя докторские и кандидатские диссертации казахстанских ученых по всем отраслям знаний. По состоянию на 2011 год фонд насчитывает 311 названий диссертаций и более 10 000 названий авторефератов по самым различным областям знаний.

### Фонд редких изданий
Фонд редких изданий формируется из печатных изданий на казахском, русском и арабском языках.

### Фонд литературы на иностранных языках
Фонд составляет свыше 12000 изданий на многих языках народов мира: языковые и отраслевые словари и справочники, методические и учебные издания в помощь изучению и преподаванию иностранных языков; издания по разным отраслям науки и техники, беллетристика, страноведческая литература на разных языках мира.

### Фонд литературы по искусству
Фонд литературы по искусству содержит более 8000 печатных и электронных документов: книги по музыке, кино, театру, изобразительному искусству, архитектуре, музейному делу; альбомы по живописи, графике, скульптуре и декоративно-прикладному искусству, нотные издания, видео и компакт диски. Наиболее ценной частью фонда являются книги, изданные в рамках государственной программы «Культурное наследие». Например, книги из серии «Қазақ өнерінің тарихы», «Қазақстан ХІХ ғасыр суретшілерінің шығармалары», «Қазақ мәдениеті», «Қазақ өнерінің тарихы»,альбомы известных казахстанских художников А.Кастеева, Г.Исмаиловой, С.Калмыкова и др. А также коллекция СD–DVDдисков «Новые фильмы нового Казахстана», «Музыкальный Казахстан», «Асанали Ашимов», «Ахмет Жубанов» из серии «Асыл мұра», посвященные творчеству выдающихся казахских деятелях искусства.

### Фонд художественной литературы
Фонд представляет собой коллекцию художественных произведений писателей Казахстана, классиков зарубежной литературы, современную литературу на казахском и русском языках, детскую литературу.

## Услуги читателям
Читателям Национальной Академической Библиотеки РК предоставляется ряд электронных услуг: доступ к удаленным полнотекстовым базам данных, поиск информации в электронных каталогах, возможность задать вопрос библиотекарю - виртуальная справочная служба; предоставление (изготовление и доставка по электронной почте) фрагментов электронных копий произведений из фондов Национальной Академической Библиотеки РК, предварительные заказы в читальные залы, дистанционная запись в библиотеку и т.д.
В Библиотеке 9 читальных залов:
- Общий читальный зал.
- Зал периодических изданий.
- Зал мировой литературы.
- Информационный центр «Окно в Корею».
- Читальный зал немецкой литературы.
- Зал литературы по искусству.
- Зал для читателей с ограниченными возможностями.
- Центр изучения Индии.
- Информационный Центр развития.
- Научный читальный зал.
- «Американский уголок».

## Участие Национальной Академической Библиотеки РК в работе международных организаций
- Международная Федерация библиотечных ассоциаций и учреждений (IFLA)
- Конференция директоров национальных библиотек (CDNL)
- БАЕ (Библиотечная Ассамблея Евразии)[2]

## Мероприятия
За период с 2005-2009 гг. в Национальной Академической Библиотеки прошло около 500 различных мероприятий. 
- Международный Конгресс Чтения «Читающее общество – основа конкурентоспособной страны» под эгидой ЮНЕСКО и Международной федерации библиотечных ассоциаций (IFLA);
- Республиканская Акция «Одна страна – одна книга», посвященные «Книге Слов» Абая (2007 г.), повести М.О.Ауэзова «Лихая година» (2008 г.) и поэзии М.Жумабаева (2009 г.);
- первый Слёт молодых библиотекарей Казахстана;
- международная конференция «Культурный текст Астаны»;
- автопробег «Библиотечный Салют Астане» по маршруту Астана-Караганда-Степногорск-Экибастуз-Павлодар;
- международный научный Лекторий НАБРК из цикла «Ученые МГУ выступают».

Одно из направлений деятельности Национальной Академической Библиотеки РК - пропаганда казахстанской книги, творчества казахстанских писателей, привитие глубокого уважения к историческому прошлому казахского народа, его культурному наследию, многовековым традициям и обычаям, которые способствуют воспитанию патриотизма, укреплению нравственности, духовности, интеллектуальных качеств подрастающего поколения.
Библиотека проводит книжные выставки и творческие вечера, посвященные юбилеям писателя Абиша Кекильбаева и поэта Фаризы Унгарсыновой, творчеству писателей Акима Тарази, Саина Муратбекова, 125-летию со дня рождения известного казахского певца, композитора, акына Кенена Азербаева; 190-летию со дня рождения күйші, философа Шыгайулы Даулеткерея; 175-летию со дня рождения первого казахского ученого-просветителя, путешественника, этнографа, исследователя Чокана Валиханова; 85-летию со дня рождения известного казахского писателя Бердибека Сокпакбаева.

## Библиотека, как методический центр по автоматизации для библиотек страны
Согласно «Концепции развития НАБРК», ключевым ресурсом определена электронная информация, а приоритетным направлением — развитие безбумажной технологии.
Национальная Академическая Библиотека является методическим Центром по внедрению автоматизации и информатизации для библиотек Казахстана и осуществляет анализ, прогнозирование и консалтинг в области внедрения новых технологий в библиотечные процессы в Казахстане. На базе библиотеки с 2007 г. реализуется проект «Электронный государственный библиотечный фонд - Казахстанская национальная электронная библиотека». В фонде КазНЭБ расположены электронные копии редких, имеющих историческую и научную значимость изданий из фондов Национальной библиотеки РК в Алматы, Научного центра Евразийского национального университета им. Гумилева «Отырар кітапханасы», областных и вузовских библиотек. Весомым источником поступления в электронное хранилище КазНЭБ стали книги, изданные в рамках государственной программы «Культурное наследие». Книги на оцифровку поступают и лично от авторов, которые рассматривают этот акт как вклад в национальное электронное хранилище.

## Здание
Здание Национальной Академической Библиотеки находится на левом берегу реки Ишим, недалеко от Байтерека на Водно-зелёном бульваре. 
Пятиэтажное здание общей площадью 15000 кв.м. является новой моделью мультимедийной библиотеки, которая работает с электронной информацией, предоставляет разнообразные электронные сервисы, внедряет новейшие компьютерные технологии.
Всего в библиотеке открыто 17 залов рассчитанных на 500 посадочных мест.
Библиотека располагает книгохранилищем на 2.5 млн. экземпляров книг и имеет комплекс серверов, позволяющих хранить электронную информацию в терабайтных объёмах.
С начала 2010 года в Национальной Академической Библиотеке запущена монорельсовая транспортная система «Телелифт», протяженностью 450 метров. Благодаря этой системе доставка книг и других документов из фондохранилищ во все читальные залы осуществляется не более, чем за пять минут.

## Попечительский совет
23 апреля 2005 года — создан Попечительский Совет библиотеки создан по инициативе общественности и Национальной академической библиотеки РК. Главной целью совета является определение стратегического развития библиотеки в период её становления, создание условий для эффективного функционирования библиотеки, как важнейшего звена системы информационных ресурсов РК.

### Основные задачи Попечительского совета
- разработка и утверждение программ и проектов, направленных на развитие Национальной Академической Библиотеки;
- привлечение финансовых средств юридических и физических лиц на развитие инфраструктуры;
- оказание помощи в приобретении и формировании фондов Национальной Академической Библиотеки, включая коллекции редких и ценных изданий;
- содействие в развитии международного сотрудничества, в том числе в проведении конференций, семинаров, деловых встреч;
- содействие внедрению современных библиотечных и информационных технологий.

### Состав Попечительского Совета

#### Председатель Попечительского Совета
Кекильбаев Абиш Кекильбаевич,
Народный писатель, Член комитета по международным отношениям, обороне и безопасности Сената Парламента Республики Казахстан.

#### Члены Попечительского Совета
- Абдильдин Жабайхан Мубаракович, доктор философских наук, академик.
- Айталы Амангельды Абдрахманович, доктор философских наук, профессор.
- Султанов Куаныш Султанович, Председатель Комитета по международным отношениям, обороне и безопасности Сената Парламента Республики Казахстан.
- Джолдасбаева Нурлыгаим Чалдановна, Председатель Комитета по экономической и региональной политике Сената Парламента Республики Казахстан.
- Джалмагамбетова Светлана Жакияновна, Член Комитета по социально-культурному развитию Сената Парламента Республики Казахстан.
- Есим Гарифолла, Член Комитета по социально-культурному развитию Сената Парламента Республики Казахстан, академик, доктор философских наук.
- Абдрахманов Сауытбек, Президент республиканской газеты «Егемен Ќазаќстан»
- Жолдасбеков Мырзатай, директор Президентского Центра культуры РК, доктор филологических наук, профессор.
- Сагадиев Кенжегали Абенович, Член Комитета по вопросам экологии и природопользованию Мажилиса Парламента Республики Казахстан.
- Койшыгара Салгарин, писатель, историк
- Анес Сарай, писатель, руководитель отдела журнала «Қазақстан әйелдері».

## Руководители
1. Бердигалиева, Роза Амангалиевна (2003 - 2009)- библиотековед, заслуженный деятель Республики Казахстан, кандидат исторических наук,  академик Отделения "Библиотековедение" Международной академии информатизации при ООН, профессор Южно-Казахстанского университета, член Постоянного комитета ИФЛА в регионе  Азия и Океания (2007-2015),член Постоянного комитета ИФЛА по свободному доступу и свободе выражения (2003 - 2009), Президент Библиотечной ассамблеи Евразия (2001-2003), Президент Библиотечной Ассоциации Республики Казахстан (1997 - 2015), кавалер ордена Республики Казахстан "Құрмет"  [4]
2. Отарбаев Рахимжан Касымгалиевич (2009-2010)- писатель – драматург, заслуженный деятель Республики Казахстан
3. Шаймуханбетова Жанна Какибаевна (2010 -2012)
4. Аскар Алибек (2012 - 2014) - писатель, заслуженный деятель Республики Казахстан, лауреат Государственной премии Республики Казахстан
5. Муналбаева Умуткан Дауренбековна (2014 - 2022)  - доктор педагогических наук
6. Нургалиева Газиза Кудайбергеновна (2022 - по н/время) - академик

## Режим работы библиотеки
Библиотека работает для пользователей с 09.00 до 20.00 без перерыва.

В субботу и воскресенье библиотека работает с 09.00 до 18.00 

Виртуальная справочная служба работает круглосуточно.

Последняя пятница каждого месяца – санитарный день.